# Пихта великолепная
Пи́хта великоле́пная (лат. Ábies magnífica) — дерево; вид рода Пихта семейства Сосновые (Pinaceae).

## Описание
Дерево высотой до 57 м, толщина ствола до 250 см. Крона узкая конусообразная. Кора сероватая, тонкая, с возрастом утолщается и имеет глубокие трещины и наросты, которые зачастую в 4 раза шире, чем сами трещины. Пластинки коры красноватые. Ветви в верхней части кроны направлены вверх, в нижней — вниз; веточки расположены супротивно либо мутовчато, светло-жёлтые либо желтовато-коричневые, в течение первых 1—2 лет имеют красноватое опушение.
Почки наружные либо скрыты в листьях, обычно тёмно-коричневые, яйцевидные, маленькие, не смолистые, либо с капелькой смолы на конце, закруглённые; основные чешуйки короткие, широкие, густо опушённые, не смолистые, края цельные либо городчатые, на окончании острые. Листья (хвоя) длиной 2—3,7 см, толщиной 2 мм, большей частью однорядные, гибкие, пахнут камфорой; в средней части часто прижаты к веточке на 2—3 мм, на концах отходят; в поперечном сечении плоские либо у плодовитых веток в виде трапеции. На нижней части листа видны две серовато-зелёные полоски, каждая с 4—5 устьичными линиями. Верхняя часть листа варьирует от сине-зелёного до серебристо-синего цвета, имеет одну серовато-зелёную полосу, иногда раздвоенную ближе к макушке. Полоса имеет 10, реже 8—13 устьичных линий в середине листа. На конце листья закруглённые, либо на плодовитых ветках несколько заострённые; возле краёв и нижнего эпидермического слоя имеют смолистые канавки.
Мужские шишки во время опыления фиолетовые либо красновато-коричневые. Женские шишки яйцевидно-цилиндрические, длиной 15—20 см, толщиной 7—10 см; вначале фиолетовые, затем желтовато- либо зеленовато-коричневые, бесчерешковые, на конце округлые. Чешуйки шишек 3 Х 4 см, пушистые; имеют прижатые либо выступающие прицветники, обволакивающие чешуйки. Семена 15 мм длиной, 6 мм шириной, тёмно-красновато-коричневые, имеют крыло, по длине сравнимое с семенем; семяпочек 7—8.

### Отличие от схожих видов
Пихта великолепная схожа с пихтой благородной (Abies procera), которая сменяет её на север от Каскадных гор. Различить их можно по строению листьев: у пихты благородной листья в верхней имеют продольную канавку в средней части, тогда как у пихты великолепной она отсутствует. У пихты великолепной листья, как правило, расположены дальше друг от друга.

## Распространение
В природе пихта великолепная растёт на западе США, в горах юго-запада Орегона, Невады и Калифорнии на высоте 1400—2700 м над уровнем моря в смешанных хвойных лесах.

## Галерея
- Шишки
- Ветка